# Малиновка (Унинский район)
Малиновка — деревня в Унинском районе Кировской области. Входит в состав Унинского городского поселения.

## История
По воспоминаниям старожилов, деревня называлась сначала Талый Ключ, т.к. построена при роднике. Позднее ее переименовали в Хомяки. Существует такая версия о переименовании. Через деревню проезжал какой-то чиновник, она ему показалась серой, хмурой, тусклой и он сравнил ее с хомяками. Такое неблагозвучное название носила  деревня до 1963 года, а затем стала называться Малиновкой.
В 1964 г. Указом Президиума ВС РСФСР деревня  Хомяки переименована в Малиновка.

## Население
| 2010 |
| ---- |
| 61   |

## Экономика
На территории деревни имеется колхоз "Новый".